# Silnice 531 (Izrael)
Silnice 531, přesněji spíš Dálnice 531 (hebrejsky 531 כביש, Kviš 531), je nová silniční komunikace dálničního typu v centrálním Izraeli, o délce 15 kilometrů.

## Trasa dálnice
Ačkoliv podle kategorizace izraelských komunikací jde o regionální silnici, má plně charakter komunikace dálničního typu. Slouží jako kapacitní východozápadní spojka v severní části aglomerace Tel Avivu. Začíná na severním okraji města Herzlija, nedaleko vesnice Rišpon a břehu Středozemního moře, kde odbočuje od severojižní dálnice číslo 20. Prochází pak pomezím měst Herzlija, Ra'anana, Kfar Saba a Hod ha-Šaron. Následně se dostává na východní okraj souvisle zastavěného území aglomerace a zde u města Džaldžulja a vesnice Chorešim ústí do další kapacitní severojižní tepny, tzv. Transizraelské dálnice číslo 6.
Podél větší části trasy dálnice vede i železniční trať Tel Aviv – Ra'anana (tzv. Šaronská trať), jejíž prodloužení do Ra'anany bylo zprovozněno roku 2018 a buduje se nejzápadnější úsek, který má tuto trať napojit na pobřežní železniční trať.